# Szczerbaky (obwód zaporoski)
Szczerbaky (ukr. Щербаки) – wieś na Ukrainie, w obwodzie zaporoskim, w rejonie połohowskim, w hromadzie Orichiw. W 2001 liczyła 96 mieszkańców, wśród których 84 wskazało jako ojczysty język ukraiński, a 12 rosyjski.